# Соціальний туризм
Соціальний туризм — це подорожі, що субсидуються із джерел позабюджетного фінансування та за рахунок коштів, що виділяються з державного бюджету на соціальні потреби; громадський рух учасників соціального туризму; професійна діяльність з формування, просування та реалізації соціального туристського продукту.
Метою соціального туризму є не отримання прибутку, а підтримка людей з низьким рівнем доходу для реалізації їхнього права на відпочинок. Концепція соціального туризму побудована за трьома принципами:
- забезпечення відпочинку всіх і кожного члена суспільства шляхом широкого залучення до сфери туризму людей з низьким рівнем доходів;
- субсидування туризму для малозабезпечених;
- активна участь центральних урядових, муніципальних, суспільних і комерційних структур в його розвитку.
Концепція соціального туризму була реалізована на практиці в Швейцарії і Франції завдяки системі відпускних чеків. Головним її елементом є чек — платіжно-розрахунковий засіб, що вводиться в обіг для надання адресної допомоги туристам і забезпечення доступності відпочинку всім прошаркам населення.
У колишньому СРСР цей вид туризму також був популярний, на його частку припадало майже 80 % внутрішнього туризму і 50 % міжнародного. Країна направляла величезні кошти на зміцнення матеріально-технічної бази туризму. Відсутність бюджетних засобів на дотації в соціальний туризм багатьох країн призвела до відчуження більшої маси населення, особливо слабо захищених прошарків, від подорожей.
Провідною організацією з соціального туризму є Бюро з соціального туризму (БІТС — BITS), створене в 1936 р., яке об'єднує в своїх рядах організації, близькі за завданнями до Міжнародної конфедерації вільних профспілок. До його складу входять 11 міжнародних і 90 національних туристських організацій з 30 країн світу. Тісно співпрацює з міжнародними універсальними організаціями, що діють під егідою ООН. Найвищий орган — Асамблея Бюро подорожей Міжнародного союзу студентів (БП МСС), створена в 1960 р., організовує міжнародні поїздки студентів з пізнавальною метою. Має у своєму розпорядженні власні й орендовані студентські гуртожитки типу «Ювентус», «Юніор». Реалізує міжнародний студентський квиток (введений у 1949 р.), що дає право на знижку при оплаті проїзду на залізничному транспорті, окремих авіалініях і за проживання в студентських гуртожитках. Проводить семінари і заходи, пов'язані з активізацією міжнародного студентського туризму. Координує свою роботу з Міжнародною конференцією зі студентського туризму.